# Сланиште
Сланиште је равна површина састављена од глине, блата или песка обавијеног кором соли. У северноамеричким пустињама постоји више од стотину сланишта. Многа су остаци великих језера која су постојала током последњег леденог доба пре око 12.000 година. Један од примера је и језеро Боневил у САД.
Равни терени хардпана и сланишта чине савршене стазе за трке и природна узлетишта за авионе и свемирске летелице. Спејс шатлови се приземљују на сланишту језера Роџерс у бази Едвардс у Калифорнији.